# 최영건
최영건(崔英健, 1952년/1951년 12월 11일~2015년 5월)은 조선민주주의인민공화국의 정치인이다.

## 생애
강원도 천내군에서 태어난 그는 김책공업대학 졸업 이후 1983년에 금속공업부의 책임지도원, 1995년에 건재공업부 국장, 1997년에 건재공업부 부부장을 맡았다.
이후 최고인민회의 제10기 대의원, 건설건재공업성 부상,제7~8차 남북경제협력추진위원회 북측대표 단장, 제12~14차 남북장관급회담 북측대표단, 남북경제협력추진위원회 북측위원장을 맡았다. 2014년 3월에는 최고인민회의 제13기 대의원으로 선출되어 같은 해 6월 19일 내각 부총리에 임명되었다.
2015년 5월에 처형되었다.